# 指導主義経済
指導主義経済（しどうしゅぎけいざい、フランス語: Dirigisme）とは、政府が中小企業の経済自由を確保しつつ、大企業の発展方向を導いている資本主義型の経済体制を指す。日本語では、フランス語の読み方から「ディリジスム」とも訳されることがある。
左翼寄りの資本主義制度に属しているため、混合経済制の中の1つにみられ、自由市場の有用性を認めながら、政治的意図をもって経済に介入することも重要だと考えた制度である。指導主義は「ソ連の計画経済」や「中国の社会主義経済」のような共産主義国家の経済体制と大きく異なり、国民の財産が政府に強制徴用されることは一度も無い。
フランス政府は「市場経済はあまりにも自由すぎると、きっと貧富の差を生み、人と人の間に不信感が増やしてしまう」と考え、それを防ぐために大企業の活動に積極的に介入しながら、企業の自由と全社会の信用を守っている。つまり「志向主義（Voluntarism）」的な特徴が強く、国民全員が平等に経済の恩恵を受けることや、弱い団体を救済することを目的としている。政府が大企業の未来発展を導きつつ、大企業の株主や中小企業の利益を配慮しつつ、経済を意図的にバランスの取れた方向へ行っている。指導主義経済は主に「企業を規制するモノ」であり、ほかの経済分野、例えば信用・通貨・税制などにはほとんど介入しなく、緊急事態のみに介入する。

## 歴史
指導主義経済という言葉は、1930年代初頭のフランスではじめてに登場し、当時のもう1つの経済体制「ソ連型計画経済」とは少しの共通点があるが、発想元には根本的な違いがある。資本主義陣営の中には、資本家や大企業をそれほど信頼していない国が多くあり、とくにフランスが目立つ。また、そもそも指導主義経済というのは、政治家は資本主義の下で発生する「自己中心性」を避けるため、公共部門と民間部門の協力を重視し、富裕層だけに有利な政策をしないようとしている。
指導主義経済のやり方は、戦争をへた国々の再建にとっては非常に効果的であり、フランス以外にはインドや韓国もそれを採用している時期があった。しかし、韓国は1990年代、インドは2010年代から指導主義をあきらめ、富裕層にとって非常に有利な新自由主義に転換していたが、フランスのみが今でもこの指導主義の体制を維持している。
フランスは1945年から1975年にかけて、活発な総合計画委員会と公務員の働きによって「輝かしい30年」を達成した。この期間のフランスの政治場には、民主選挙で選ばれた「技術官僚」が多く集まり、彼らの力でインフラ整備や教育制度が大きく進展していた。この「短期間で戦後の復興を果たす」方法は、エドモン・ジスカール・デスタンによって1947年に『ディリジスムの破綻』という本にまとめられ、フランス全国に出版されていた。2000年代以降、歴史学者はこのフランスの独自の経済体制が二次大戦後に発明されたものではなく、ずっと前のコルベール主義の時期までに遡ることができると指摘した。